# Guéckédou (prefektur)
Préfecture de Guékédou är en prefektur i Guinea.   Den ligger i regionen Nzerekore Region, i den södra delen av landet, 400 km öster om huvudstaden Conakry. Antalet invånare är 404 691. Arean är 4 750 kvadratkilometer. Préfecture de Guékédou gränsar till Faranah Prefecture, Kissidougou och Macenta. 
Terrängen i Préfecture de Guékédou är huvudsakligen kuperad, men den allra närmaste omgivningen är platt.
Följande samhällen finns i Préfecture de Guékédou:
- Gueckedou